# Brian Cowen
Brian Bernard Cowen, in irlandese Brian Ó Comhain (Clara, 10 gennaio 1960), è un ex politico irlandese, Taoiseach della Repubblica d'Irlanda dal 7 maggio 2008 al 9 marzo 2011.

## Biografia
Membro del Fianna Fáil, deputato di Laois-Offaly dal 1984 è succeduto al padre, dopo la sua morte, nello stesso collegio di Laois-Offaly. Strenuo difensore della lingua nazionale Irlandese, è stato ministro delle Finanze (2004-2008), degli Affari esteri (2000-2004), della Salute e Bambini (1997-2000), dei Trasporti, Energia e Comunicazioni (1993-1994), Arte, Sport e Turismo (1993) e del Lavoro (1992-1993).
Il 9 aprile 2008 è stato eletto presidente del Fianna Fáil, dopo le dimissioni di Bertie Ahern. Il 22 gennaio 2011 ha cessato di essere presidente del Fianna Fáil dopo molto polemiche e poi ha chiamato un'elezione nazionale tenutasi il 25 febbraio 2011 e conclusasi in una cocente sconfitta, sull'onda delle misure di "austerity" introdotte per ottenere il salvataggio dal crack finanziario da parte dell'Unione Europea.
È sposato con Mary Molloy con cui ha due figli.